# Bari sulfide
Bari sulfide là hợp chất vô cơ với công thức BaS. BaS là một tiền thân quan trọng của các hợp chất bari khác bao gồm BaCO3 và lithopone, ZnS/BaSO4. Giống như các chất chalcogenides khác của kim loại kiềm thổ, BaS là một emitter bước sóng ngắn cho sắp xếp điện tử. Nó không màu, mặc dù giống như nhiều sulfide, nó thường thu được trong các dạng màu không tinh khiết.

## Khám phá, sản xuất, đặc tính
Bari sulfide được chuẩn bị bởi Vincentius (hoặc Vincentinus) Casciarolus (hoặc Casciorolus, 1571-1624) thông qua việc khử BaSO4 (có sẵn dưới dạng khoáng vật barit). Nó hiện đang được sản xuất bởi một phiên bản cải tiến của quá trình Casciarolus sử dụng than cốc thay cho bột. Kiểu chuyển đổi này được gọi là phản ứng carbothermic:
BaSO4 + 2 C → BaS + 2 CO2
Sự phát quang của vật liệu được tạo ra bởi Casciarolus làm cho nó trở nên tò mò và các nhà giả kim thuật và hóa học khác thực hiện các thí nghiệm với vật liệu được biết đến như Lapis Boloniensis, Chrysolapis hoặc đá bologna'..
Andreas Sigismund Marggraf cho thấy calcit và thạch cao không phù hợp cho việc sản xuất đá bologna, nhưng một loại fluorspar nặng đặc biệt, cuối cùng ông kết luận rằng calci sulfat là chất liệu tạo ra đá bologna [8]. Các cuộc điều tra gần đây cho thấy các tạp chất gây ra tự nhiên của đồng trong bari sulfide được tạo ra từ các trầm tích bari sulfat gần Bologna là nguyên nhân gây ra sự phát quang.
Bari sulfide kết tinh với cấu trúc NaCl, bao gồm các trung tâm Ba2+ và S2- bát diện.

## An toàn
Bari sulfide là chất độc, cũng như các sulfide có liên quan, như calci sulfide, có thể tạo ra khí độc hydrogen sulfide khi tiếp xúc với nước.